# Symphonie no 11 de Mozart
Pour les articles homonymes, voir Symphonie no 11 et K84.
La Symphonie no 11 en ré majeur KV 84/73q est une symphonie de jeunesse écrite probablement par Mozart en 1770.

## Historique
Le 4 août 1770, Mozart écrit à sa sœur d'Italie: « En attendant, j'ai déjà composé 4 symphonies italiennes (…) ». Il s'agit vraisemblablement des quatre symphonies en ré majeur KV 81, KV 84, KV 95 et KV 97. L'authenticité n'est cependant pas complètement établie, car nous ne possédons aucun manuscrit.
La symphonie KV 84 nous est parvenue sous forme de trois copies:
- une copie à Vienne, dans lequel Wolfgang Amadeus Mozart a écrit en haut à droite en italien « In Milano, il Carnovalo 1770 », et au-dessous « Del Sigre Cavaliero Wolfgango Amadeo Mozart á Bologna, nel mese di Luglio 1770 ». Alfred Einstein estime à partir de cela, que la symphonie a été commencée en janvier ou février à Milan et a été terminée en juillet à Bologne. Cela est plausible, car la famille Mozart était à Milan du 23 janvier jusqu'au 15 mars et se trouvait en juillet 1770 à Bologne[2],[3].
- une copie à Berlin, portant la seule marque « del Sig: re Mozart » (sans aucun prénom). Cette copie a été attribuée parfois à Wolfgang, parfois à Leopold Mozart[2].
- une copie à Prague qui attribue l'œuvre à Karl Ditters von Dittersdorf[3].

Neal Zaslaw écrit: « La comparaison des résultats de deux analyses stylistiques du premier mouvement de la symphonie avec les analyses des premiers mouvements de symphonies datant de cette période pour les trois compositeurs suggère que c'est Wolfgang qui est l'auteur le plus probable de la symphonie KV 73q ». De même, Wolfgang Gersthof exprime : « Bien sûr, les quatre symphonies en question forment non seulement un groupe assez homogène, de sorte que probablement elles ont été écrites par un seul compositeur, mais également elles sont liées par un certain nombre de caractéristiques au corpus des symphonies italiennes attribuées de manière certaine à Mozart (...) . (...) En bref, l'authenticité des quatre symphonies en ré majeur - Symphonies KV 81, KV 84, KV 95 et KV 97 - peut être acceptée avec une grande probabilité ». Malgré cela subsiste un doute résiduel.

## Instrumentation
| Instrumentation de la symphonie no 11                                |
| Cordes                                                               |
| premiers violons, seconds violons, altos, violoncelles, contrebasses |
| Bois                                                                 |
| 2 hautbois, 1 basson                                                 |
| Cuivres                                                              |
| 2 cors en ré                                                         |

## Structure
La symphonie comprend 3 mouvements :
1. Allegro, à , en ré majeur, 135 mesures
2. Andante, à 
, en la majeur, 79 mesures
3. Allegro, à 
, en ré majeur, 188 mesures

Durée : environ 10 minutes

Introduction de l'Allegro (1er mouvement) :
La lecture audio n'est pas prise en charge dans votre navigateur. Vous pouvez télécharger le fichier audio.
Introduction de l'Andante :
La lecture audio n'est pas prise en charge dans votre navigateur. Vous pouvez télécharger le fichier audio.
Introduction de l'Allegro (3e mouvement) :
La lecture audio n'est pas prise en charge dans votre navigateur. Vous pouvez télécharger le fichier audio.